# フィロクセノス (将軍)
フィロクセノス（希：Φιλoξενoς、ラテン文字転記：Philoxenos、紀元前4世紀）は、アレクサンドロス3世（大王）に仕えたマケドニア王国の家臣である。
フィロクセノスもまた他の将軍たちのようにアレクサンドロスの東征に参加した。紀元前331年にアレクサンドロスが制圧し終えたエジプトからフェニキアに向かった際、テュロスにてフィロクセノスはタウロス山脈以西のアジアにおける収税官に任じられた。しかし、すぐ後の同年10月のガウガメラの戦いの後に彼はスサに送られ、スサ占領任務を果たした後、それを報告する使者を王に送った。その後紀元前323年初頭まで彼は小アジアに任務遂行のために残り、アレクサンドロスがバビロンに戻ってくるとカリアから部隊を率いて王の下にはせ参じ、同じく来たペウケスタス、メナンドロスの部隊と共に彼らの軍はマケドニアの諸部隊に振り分けられた。王はその後間もなく死んだ。
アレクサンドロスの死後、実権を握ったペルディッカスと彼に対して同盟を結んだアンティゴノス、アンティパトロス、クラテロス、プトレマイオスらが戦争状態になった。その時ペルディッカスは自身はプトレマイオスの拠るエジプトに攻め込もうとし、後背の憂いをなくすために小アジアに自派の将軍たちを配置した（紀元前321年）。その一環として、彼はフィロタスがなっていたキリキア太守の地位をフィロクセノスへ交代させた。
ペルディッカスがエジプトで部下によって暗殺された後に開かれたトリパラディソスの軍会にてフィロクセノスはその地位を保持した。しかし、これがフィロクセノスに関する最後の言及であり、これを境に彼は歴史の表舞台から消えた。

## 註
1. ↑  アッリアノス, III. 6
2. ↑  ibid, III. 16
3. ↑  ibid, VII. 23
4. ↑  ユスティヌス, XIII. 6
5. ↑  ディオドロス, XVIII. 39